# Musique pure
On qualifie de musique pure toute œuvre musicale ne contenant aucun élément extra-musical ; le concept de musique pure s'oppose essentiellement à celui de musique à programme,.

## Définition
- La cantate, la chanson, le lied, l'oratorio, la messe etc., sont des genres nécessairement déterminés par un texte : celui-ci générant des idées et des significations étrangères au langage musical, toute musique vocale relève par conséquent de la musique à programme. De la même façon, toute musique pour la danse ou pour la scène — ballet, comédie musicale, musique de scène, opéra, etc. — et toute musique descriptive — poème symphonique, entre autres —, relèvent également de la musique à programme.

- Dans l'absolu, la musique pure est donc une musique exclusivement instrumentale, dépourvue de toute relation avec une poésie, une action scénique, une idée, une image, etc. Une sonate, une symphonie, un concerto, une fugue, etc., sont donc théoriquement des formes de musique pure. Mais la limite entre musique pure et musique à programme n'est pas toujours facile à déterminer.

Par exemple, la partition les Quatre Saisons de Vivaldi a beau être constituée d'un cycle de quatre concertos, celle-ci peut difficilement être considérée comme de la musique pure, parce qu'elle contient de nombreux éléments descriptifs.
Le problème d'une telle définition (qui prétend d'ailleurs à l'absolu sans vraiment fonder sa prétention) est qu'elle devient incapable d'expliquer l'émotion musicale. Même si la musique n'était que simple forme sonore en mouvement, il faudrait que la qualité de cette forme ait quelque chose qui explique l'intérêt qu'elle suscite. Mais ce serait alors impliquer que la musique "pure" aurait quelque chose d'extra-musical, ce qui serait une contradiction.

## Contexte
Il est donc important, pour comprendre le terme de "musique pure", de sortir d'un dualisme simpliste entre la musique instrumentale et le langage verbal, et de resituer ce terme dans son contexte de naissance, la fin du XVIIIe siècle et le XIXe siècle : la musique instrumentale se livre alors à la recherche d'une expressivité qui ne devrait rien au modèle de la "peinture", modèle prévalant depuis la fin du XVIe siècle. Les œuvres symphoniques travaillent leur lien à la parole verbale (Beethoven, Symphonie nº 9  ; Berlioz, Roméo et Juliette; Liszt, Faust-Symphonie ; etc). Parallèlement, les autres arts travaillent leur manière de signifier (Giselle d'Adolphe Adam ou la danse à l'intérieur de la danse ; Les Orientales de Victor Hugo ou le pouvoir de la rime et du mètre, etc.) La "pureté" désigne alors, pour un art donné, la manière dont une œuvre interroge le matériau qui la compose : poésie pure, peinture pure, musique pure, danse pure, etc. Plus que de pureté, on pourrait dire qu'il s'agit de l'art "par excellence" : la musique "par excellence", la danse "par excellence", la peinture "par excellence", etc.

## Problématique
La question de la narrativité ou de la figuration est un autre problème, lié à cette idée de pureté, mais différent. On pourrait ainsi tout à fait envisager que dans Les Quatre Saisons de Vivaldi, le passage où, de l'intérieur de la symphonie, est évoqué la musique du pâtre, l'œuvre pointe vers la musique "pure". Il ne faut pas confondre l'absence de figuration et la "pureté" : si le dualisme "pur" opposé à "impur" ou extra-musical peut encore être compris en musique; s'il peine à l'être en peinture (la peinture dite "abstraite" ne s'oppose pas de façon duelle à la peinture figurative), que serait une "poésie pure" face à une "poésie extra-poétique"? Cela n'a pas de sens. D'une façon plus générale, si l'expression "musique pure" est intéressante par la recherche qu'elle implique (c'est la question : "qu'est-ce que la musique, au fond?"), l'opposition "pur/impur", masquée par un prudent "pur/extra-musical" est très idéologique...